# Paʻanga Tonga
Paʻanga Là một loại tiền tệ của Tonga. Tiền tệ này được Ngân hàng Dự trữ Quốc gia Tonga (Pangikē Pule Fakafonua ʻo Tonga) tại Nukuʻalofa. Paʻanga chuyển đổi và được gắn vào một rổ tiền tệ bao gồm Austra, New Zealand, Đô la Mỹ và Yên Nhật.
The Paʻanga được chia thành 100 seniti. ISO code là TOP, và viết tắt thông thường là T$ (¢ cho seniti). Trong tiếng Tonga, ʻanga thường được gọi bằng tiếng Anh như đồng đô la, seniti là cent và hau là liên minh. Ngoài ra còn có đơn vị hau (1 hau = 100 paʻanga), nhưng điều này không được sử dụng trong cuộc sống hàng ngày và chỉ có thể tìm thấy trên đồng tiền kỷ niệm của mệnh giá cao hơn.

## Tỉ giá
1 USD bằng 2,1 Pa'anga 

## Nguyên từ
Là các chùm lớn hạt nâu đỏ. Hạt tròn, đường kính 5 cm và dày 1 hoặc 2 cm. Khi được xâu chuỗi với nhau chúng được sử dụng như những vòng chân, một phần của trang phục khiêu vũ kailao. Chúng cũng được sử dụng như những mảnh ghép trong một trò chơi ném đĩa cổ xưa, lafo.
Vào ngày 1 Tháng 12, 1806. Người Tonga đã tấn công Port-au-Prince để chiếm nó. Họ thất bại, khi thủy thủ đoàn đánh chìm con tàu. Người chủ của Ha ʻapai, Fīnau ʻ Ulukālala, đã dùng kế hoạch kế tiếp để cướp bóc bất cứ thứ gì đáng giá. Trong chuyến đi kiểm tra của mình, ông đã tìm thấy xác con tàu. Không biết tiền là gì, ông coi đồng tiền là paʻ anga. Cuối cùng, không thấy bất cứ thứ gì có giá trị, ông ra lệnh cho đốt phần còn lại của con tàu. Rất lâu sau đó William Mariner, người duy nhất sống sót sau vụ tấn công này, đã nói với ông rằng những mảnh kim loại này có giá trị lớn và không chỉ đơn giản là những cục đá.
Khi Tonga giới thiệu đồng tiền thập phân, nó quyết định không gọi đơn vị chính là đô la bởi vì từ gốc, "tola", đã được dịch sang một cái mũ của heo, đầu mềm của dừa, hoặc, bằng ngôn ngữ thô tục. Mặt khác, "Pa'anga" đã chuyển thành tiền.